# Pharotis imogene
Pharotis imogene é uma espécie de morcego da família Vespertilionidae. Endêmica da Papua-Nova Guiné, é conhecida apenas por 45 espécimes coletados em 1890 na região de Kamali no baixo rio Kemp Welch, na Província Central. É a única espécie do gênero Pharotis.
Estudantes da Escola de Agricultura e Ciências da Alimentação da Universidade de Queensland, na Austrália, capturaram um desses morcegos raros em uma missão de campo em Abau, distrito costeiro de Papua-Nova Guiné. O animal foi identificado pelo pesquisador Luke Leung.